# Jalkakivi
Jalkakivi är en klippa i Finland.   Den ligger i den ekonomiska regionen  Lahtis ekonomiska region  och landskapet Päijänne-Tavastland, i den södra delen av landet, 80 km nordost om huvudstaden Helsingfors. Jalkakivi ligger 71 meter över havet.
Terrängen runt Jalkakivi är platt. Runt Jalkakivi är det glesbefolkat, med 8 invånare per kvadratkilometer. Närmaste större samhälle är Orimattila, 12,6 km nordväst om Jalkakivi. I omgivningarna runt Jalkakivi växer i huvudsak blandskog.